# Черкассы (тральщик)
Черкассы (укр. Черкаси U-311) — морской тральщик проекта 266-М (шифр «Аквамарин», англ. Natya class по классификации НАТО), корабль противоминной обороны морской зоны Черноморского флота ВМФ СССР. В составе Черноморского флота ВМФ СССР носил название «Разведчик» и имел бортовой номер 917, в составе ВМС Украины назывался с 1997 года «Черкассы».

## Проект
Проект 266-М — это модернизация тральщиков проекта 266, которые занимались решением задач противоминной обороны групп боевых кораблей, конвоев, отдельных кораблей и судов в морской и ближней океанской зонах путём поиска и обнаружения морских якорных и донных мин, их траления и уничтожения. Помимо этого, эти корабли были приспособлены для установления активных и оборонительных минных заграждений. В результате эксплуатации тральщиков проекта 266 был выявлен ряд недостатков по сравнению с аналогичными кораблями иностранного производства: в частности, отсутствие средств гидроакустического поиска донных мин и недостаточные мореходные качества. Поскольку в 1960-х появились новые образцы корабельного вооружения и специального оборудования, то возникла необходимость в модернизации проекта.
В 1965 году тактико-техническое задание на разработку нового проекта тральщиков получило Западное проектно-конструкторское бюро. Новый проект отличался от предшественника более совершенным противоминным вооружением: вместо электромагнитного трала был оснащён глубоководным тралом с аппаратурой управления, тралом для уничтожения активных мин, буксируемых телевизионным и комплексным искателями мин, гидроакустической станцией «Мезень», которая обеспечивает обнаружение донных мин. Устройство в кормовой части корабля обеспечило механизацию постановки и выборки тралов. Использование современных маломагнитных материалов корпуса и современных на то время конструктивных решений при проектировании двигательной установки позволили снизить до минимума собственные акустические поля корабля. Кроме того, на новых тральщиках устанавливались средства ПЛО — две РБУ-1200.
Тральщики проекта 266М строились на Средне-Невском и Хабаровском судостроительных заводах в 1970—1978 годах. Всего был построен 31 тральщик данного типа.

## Строительство
Тральщик «Разведчик» с заводским номером C-950 заложен в 1975 году на стапелях Средне-Невского судостроительного завода и спущен на воду через год. Зачислен в списки ВМФ СССР 10 июня 1977 в состав Черноморского флота.

## Служба
Бортовой номер 917.
С 1977 по 1988 годы участвовал в боевых тралениях в Персидском заливе, Суэцком канале, Красном и Средиземном морях. Выходил на боевую службу в Атлантический и Индийский океан. С января по август 1990 года им были проведены многочисленные траления опасных районов Красного моря, в том числе 29 проведений тралами и конвоирования 52 гражданских судов в Красном море (из них 11 под обстрелом реактивными снарядами с занятых эритрейцами островов.

### Бой в Красном море
14 мая 1990 года «Разведчик» под командованием капитан-лейтенанта Виктора Носенко выполнял конвоирование танкера «Интернационал» в Красном море, когда их атаковали четыре катера со 106-мм артустановками. Моряки тральщика открыли заградительный огонь по противнику из кормовой 30-мм артустановки АК-230, двух 25-мм артустановок 2М-3М и двух 12,7-мм пулемётов ДШК, образца 1943 года, установленных на сигнальном мостике. В бой также вступили автоматчики группы огневого противодействия. В ходе боя был ранен в ногу гидроакустик, старшина 2 статьи Игорь Швец, ведший огонь из ДШК. Старшина 1 статьи Александр Невзрачный потопил вражеский катер точной очередью. Бой продлился 8 минут, экипаж израсходовал четыре с половиной из шести тонн боезапаса, имевшегося на борту. По результатам боевых служб 17 членов экипажа корабля были награждены орденами и медалями, а сам корабль был награждён Вымпелом Министерства обороны СССР «За мужество».

### В рядах ВМС Украины

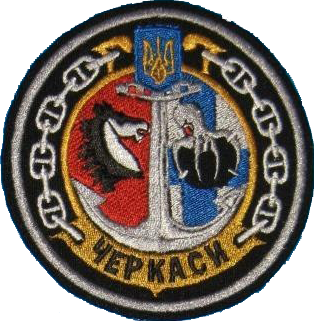

25 июля 1997 года по договору о разделе Черноморского флота, «Разведчик» был передан ВМС Украины де-юре, де-факто передача состоялась 5 августа того же года, а на следующий день тральщик был переименован в «Черкассы».
Бортовой номер U311.
Корабль неоднократно участвовал в международных учениях, сборах и походах ВМС Украины, активациях Черноморской военно-морской группы Блэксифор. Базировался на Новоозёрное (Евпаторийский городской совет).

### Командиры
Кораблём командовали за время службы капитаны 3-го ранга:
- Владимир Белоусов
- Дмитрий Деренский
- Александр Бойко
- Алексей Неижпапа, впоследствии контр-адмирал, командующий Военно-морскими силами Украины
- Роберт Шагеев
- Алексей Заец
- Юрий Федаш

### Блокада украинского флота в Донузлаве
Во время аннексии Крыма «Черкассы» находились на озере Донузлав. 6 марта 2014 на выходе из бухты были затоплены списанные большой противолодочный корабль «Очаков» и буксировочное судно «Шахтёр» с целью недопущения выхода украинского флота в Одессу. 20 марта после подписания договора о присоединении Республики Крым к Российской Федерации командир 5 бригады надводных кораблей ВМС Украины Виталий Звягинцев, перешедший на сторону России, приказал всем кораблям причалить к берегу. Пять кораблей ВМС Украины — «Винница», «Константин Ольшанский», «Кировоград», «Черкассы» и «Чернигов» — вышли на середину Донузлава с целью предотвращения своего захвата.

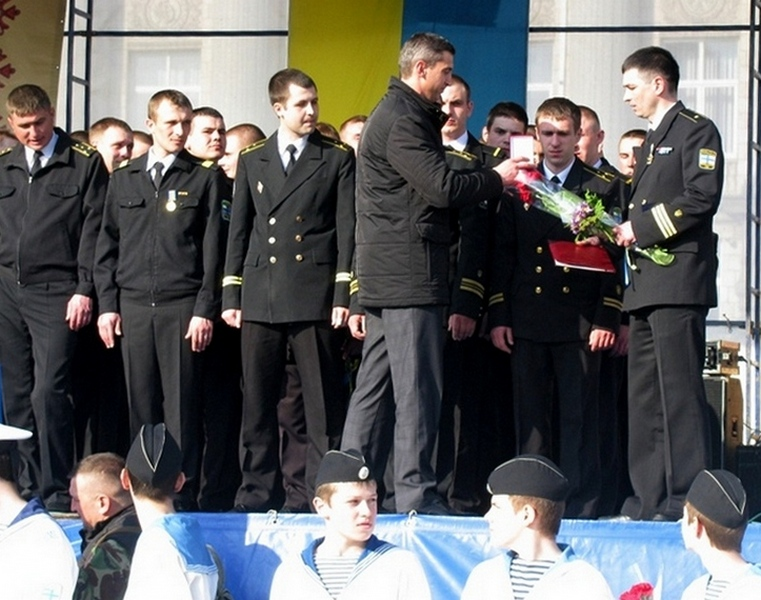
Чествование экипажа корабля в городе Черкассы

Тральщик «Черкассы» несколько раз предпринял попытку прорваться из Донузлава: первая состоялась 21 марта, когда швартовыми тросами моряки пытались оттащить один из затопленных кораблей, но мощности не хватило. Командир корабля, капитан 3 ранга Юрий Федаш безуспешно просил о помощи моряков с тральщика «Чернигов», а в тот же день с «Черкасс» сошли два офицера, мичман и девять человек личного состава, взамен которых поднялись на борт трое моряков с тральщика «Чернигов». «Черкассы» продолжили держать оборону, а 23 марта Федаш подтвердил, что у него сохраняется связь с командованием: очередная попытка обойти два затопленных корабля закончилась тем, что «Черкассы» уткнулись в буксирное судно, с которого предпринимались попытки высадиться на борт. Носовая часть тральщика оказалась на мели после столкновения с одним из катеров. В ночь с 25 на 26 марта тральщик «Черкассы» всё же перешёл под контроль ВМФ России, несмотря на попытки маневрирования: штурм, согласно некоторым свидетелям, состоялся с использованием светошумовых гранат и огнестрельного оружия, хотя никто не пострадал. Российские моряки заняли тральщик с помощью двух вертолётов Ми-35 и трёх катеров. Штурм тральщика прошёл меньше чем за 2 часа, однако механизмы управления были повреждены настолько, что пришлось оттянуть «Черкассы» к причалу. Экипаж покинул корабль на следующий день, уйдя в материковую Украину. Последним с корабля сошёл командир Юрий Федаш. Черкасский городской совет в знак благодарности Федашу за действия во время блокады присвоил тому звание почётного гражданина Черкасс.
По состоянию на 2021 год находится под контролем РФ; бывшая команда тральщика ныне является командой буксира «Корец».

## В культуре
По мотивам событий на Южной военно-морской базе был снят украинский художественный фильм режиссёра Тимура Ященко. Лента рассказывает о безуспешной обороне тральщика Черкассы, заблокированного российскими войсками в бухте Донузлав в марте 2014 года, во время аннексии Крыма. Лента создана при поддержке Государственного агентства Украины по вопросам кино. Бывший командир корабля Юрий Федаш консультировал создателей.
Украинская и международная премьера фестивальной версии фильма состоялась 16 июля 2019 года на Odessa International Film Festival. В украинский широкий прокат кинопрокатная версия фильма вышла 27 февраля 2020 года от дистрибьютора MMD UA.

### Русскоязычные
- Морской тральщик «Черкассы» ВМС Украины. Дата обращения: 11 марта 2016. Архивировано из оригинала 28 марта 2016 года.
- Сведения о тральщике «Разведчик» на информационном ресурсе Черноморского флота ВМС России. Дата обращения: 11 марта 2016. Архивировано из оригинала 3 марта 2016 года.

### Украиноязычные
- Морський тральщик «Черкаси» готується до активації Blackseafor. УНІАН-Крим. 15.03.2012 (укр.)
- Міноборони: Український морський тральщик «Черкаси» у складі багатонаціонального з'єднання «Blackseafor» вийшов з румунського порту Констанца і взяв курс на порт Севастополь. Урядовий портал. 17.08.2010 (укр.)
- Корабель «Черкаси»: історії українських солдат в Криму // Відеосюжет СТБ, 18.03.2015 на YouTube